# Розенкампф, Адольф Андреевич
Адольф Андреевич Розенкампф (1800—1868) — российский инженер-строитель и деятель технического образования, директор Московского ремесленного училища, действительный статский советник.

## Биография
Происходил из дворянского рода Розенкампфов, родился в замке Ряпина. Высшее образование получил в Институте Корпуса инженеров путей сообщения, по окончании которого 5 мая 1819 года произведён в прапорщики. Постепенно повышаясь в чинах, служил в Дирекции построения мостов на Московском шоссе, где производил работы по построению разных мостов от яма Чудова до Новгорода (с июня 1821 по ноябрь 1823 год); составлял проекты и сметы для мостов и труб по Бронницкой дистанции (1823—1824); занимался ремонтом старых и постройкой новых мостов через реку Волхов и Фёдоровский ручей (в 1824—1831), будучи с 21 марта 1828 года директором по построению мостов и труб в Новгороде, а с 14 декабря 1830 года — также был директором работ от Твери до Клина. В 1835 году этой должности был и в 1835 году, выполнив множество работ по постройке мостов и труб на Московском шоссе и в начале этого года был произведён в подполковники.
В 1837 году назначен директором Московского ремесленного учебного заведения, состоявшего на тот момент в ведении Московского воспитательного дома. Внёс весомый вклад в развитие училища, в том числе основал механическую мастерскую, в первый же год своего вступления пригласил опытного механика, — и уже на следующий год ученики изготавливали разные машины и модели. Император Николай I, осматривая училище, остался очень доволен произведёнными нововведениями. Впоследствии, во время Крымской войны, мастерские Ремесленного училища принимали заказы на изготовление лафетов, — и последние оказались вполне удовлетворительными и обошлись казне гораздо дешевле, чем изготовленные в арсенале.
Умер в Москве 16 ноября 1868 года, похоронен на Иноверческом кладбище на Введенских горах.